# Route nationale 35 (Luxemburg)
Die Route nationale 35 oder N35 ist eine innerhalb des Kantons Luxemburg gelegene luxemburgische Nationalstraße in Bartringen.
Die N35 zweigt von der N  am Kreisverkehr 450 m. östlich der Gréiwelsser Barrière und verläuft dann in nordöstliche Richtung, nachdem sie die Eisenbahnstrecke Luxemburg-Kleinbettingen überquert hat, bildet sie eine Kreuzung mit der CR 181 und der N .
Das Ende der N35 ist die Einmündung auf die N  nach einer Gesamtlänge von ca. 2 km.